# Església de Sant Jaume de Bel
L'església de Sant Jaume de Bel (Rossell), d'estil romànic, és un temple catòlic situat al centre de la població i antiga parròquia del Bisbat de Tortosa. Per l'absència de població estable només se celebren actes religiosos en dies assenyalats.

## Història
Església construïda, per les característiques tipològiques, poc després de la conquesta i posterior repoblació del territori, al voltant de 1234 o 1238, quan es concedeixen la primera i la segona donació del lloc de Bel.
Poques dades en tenim de l'església, excepte les peculiaritats de la decoració de la porta, amb poques similituds hispanes mentre és més habitual en l'Anglaterra de l'època.
Tant el campanar com la sagristia adossada al costat de l'evangeli semblen pertànyer, per la tipologia constructiva, al segle xvii.
En 1999 l'Ajuntament de Rossell i el Bisbat de Tortosa demanaren a la Generalitat una intervenció urgent per a evitar l'enderrocament de la teulada. Per fi, el novembre de 2006 començaren les obres de restauració de la coberta.

## Arquitectura

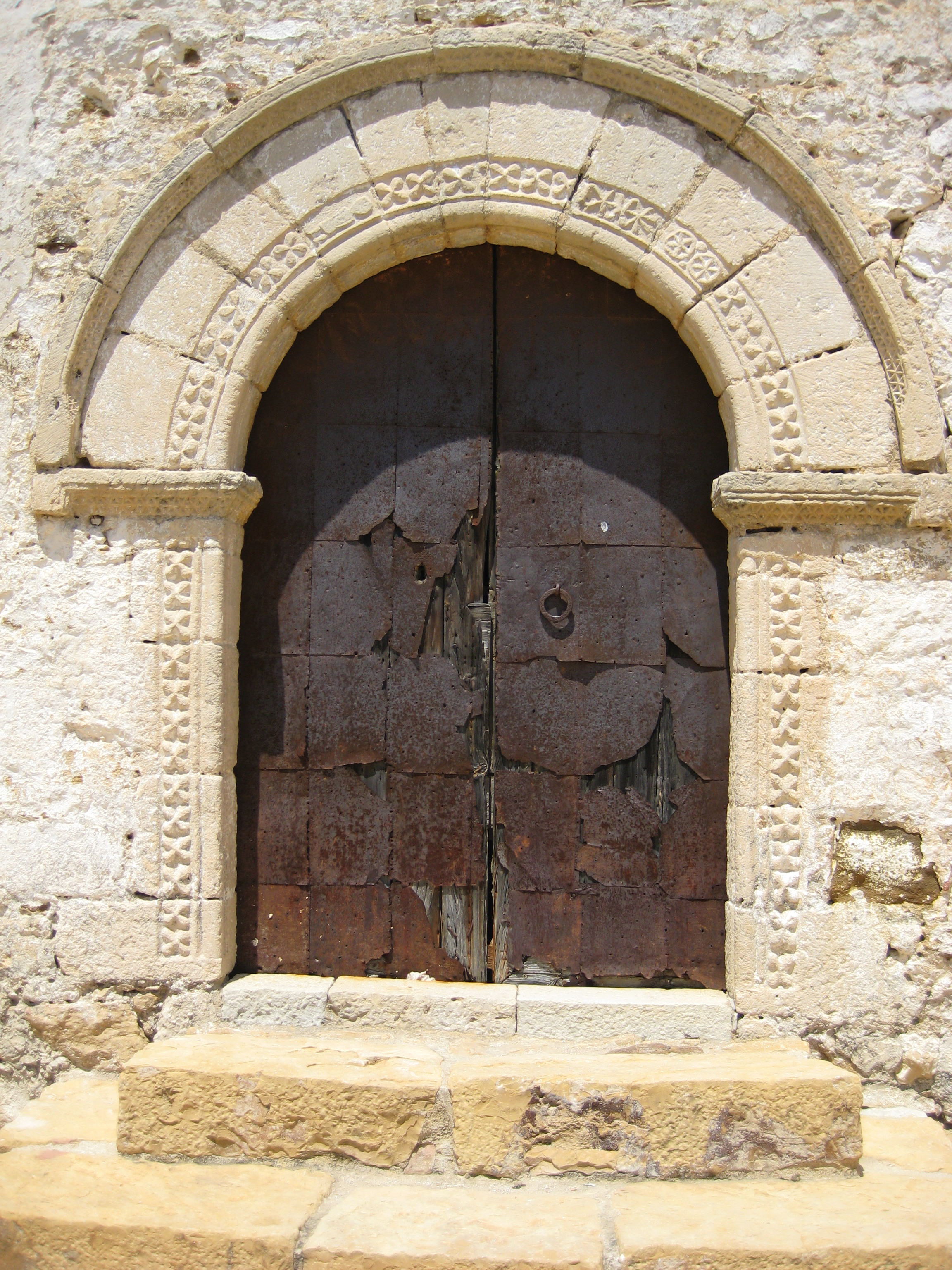
Portada

### Estructura
Típic temple de conquesta, de meitat del segle XIII, amb una nau de cinc trams i sustentada la coberta de fusta a dues aigües per arcs diafragmàtics de mig punt suportats per pilastres amb impostes llises. Sense contraforts.
El tram de capçalera és pla i més curt, per pèrdua de l'absis o per una remodelació posterior. I l'ingrés al temple es troba al costat de l'epístola, en el quart trams cap als peus de la nau.
L'espai interior, tipus saló, ha permés entre les pilastres la construcció de petites capelles laterals, dues a cada costat. El tram dels peus té un cor a mitjana altura, i el presbiteri està alçat sobre el pis amb un graó. El sostre es va revestir en el segle xviii amb una falsa volta barroca.

### Portada
La porta és un arc de mig punt, circumscrites les dovelles per una motllura o arrabà circular, decorada aquesta i la imposta per un niu d'abella. Les dovelles estan decorades amb una cinta esculpida de trèvols de quatre fulles que segueix pels brancals, excepte en una dovella on se substitueix per un penitent o en altra on hi ha dues roses encerclades més menudes separades per dues esferes.

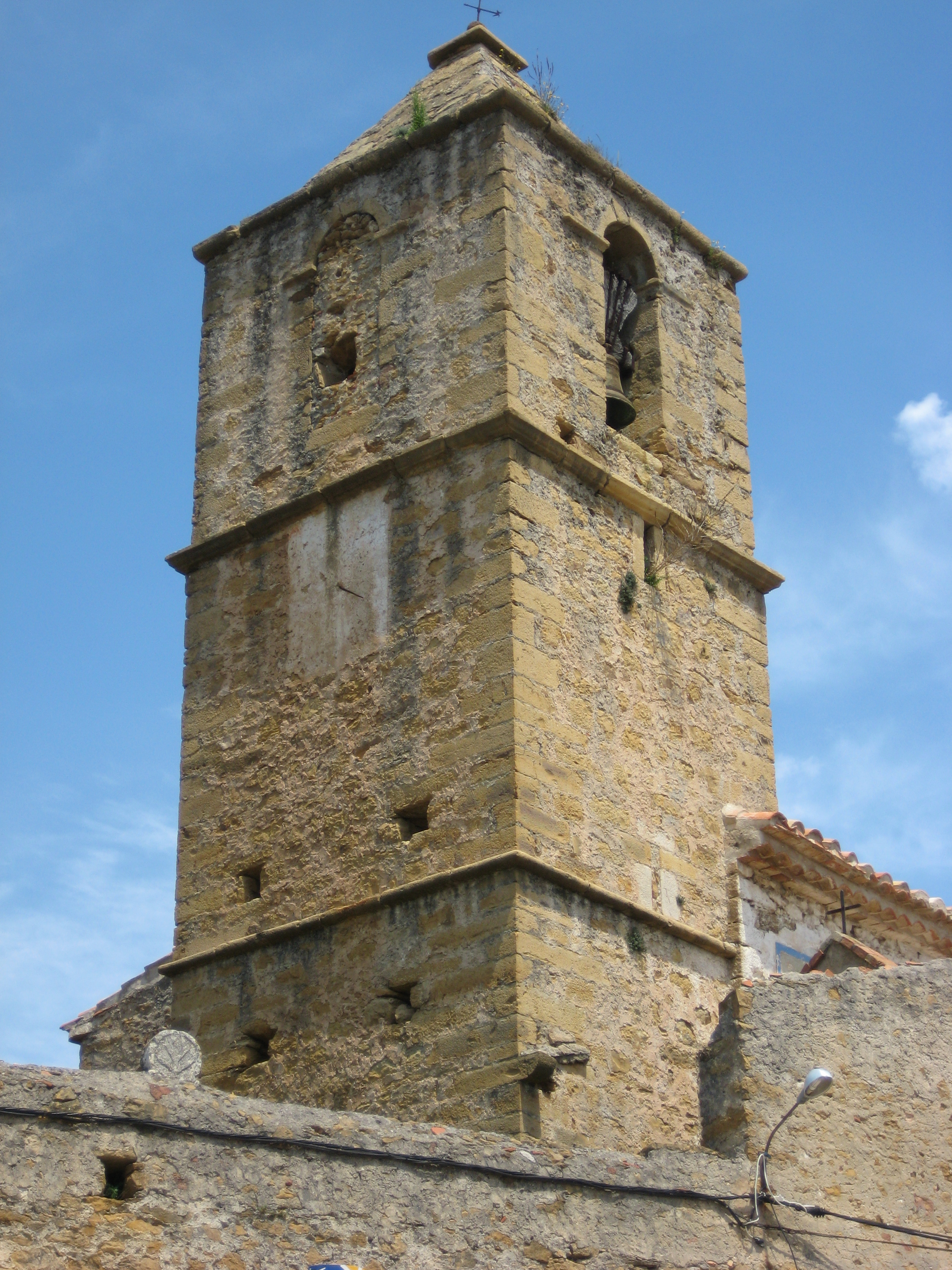
Campanar

### Campanar
Torre quadrada adossada als peus de la nau, de tres cossos separats per motllures, els dos inferiors massissos, i el superior, de les campanes, amb una obertura de mig punt a cada costat, amb la imposta motllurada. Una obertura està cegada.
Construïda amb maçoneria de pedra i, carreus en les obertures i en els cantons. Coberta piramidal amb lloses.